# Aubépine (volet médicinal)

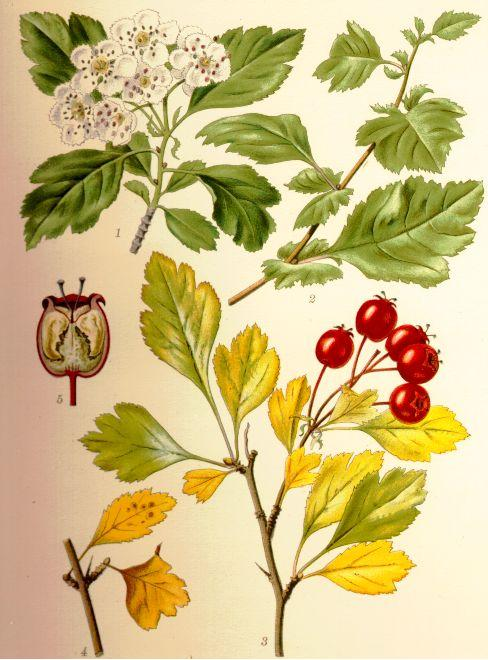
Crataegus laevigata.

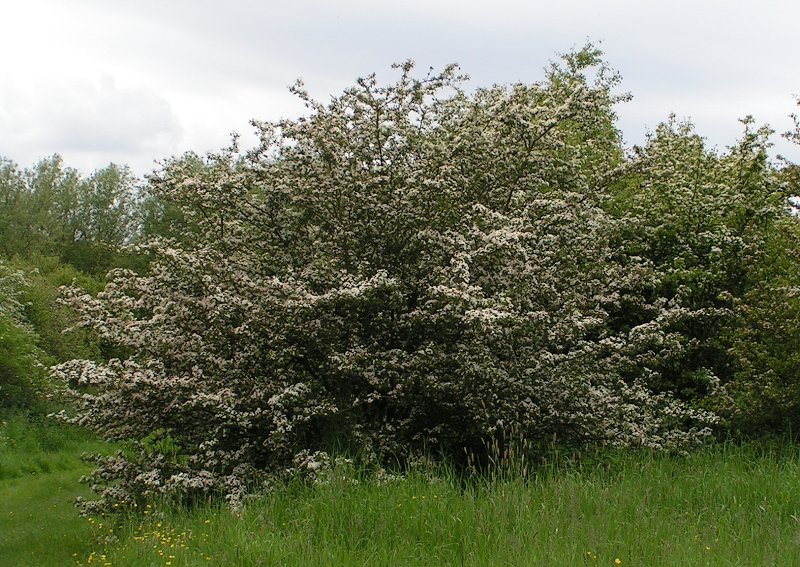

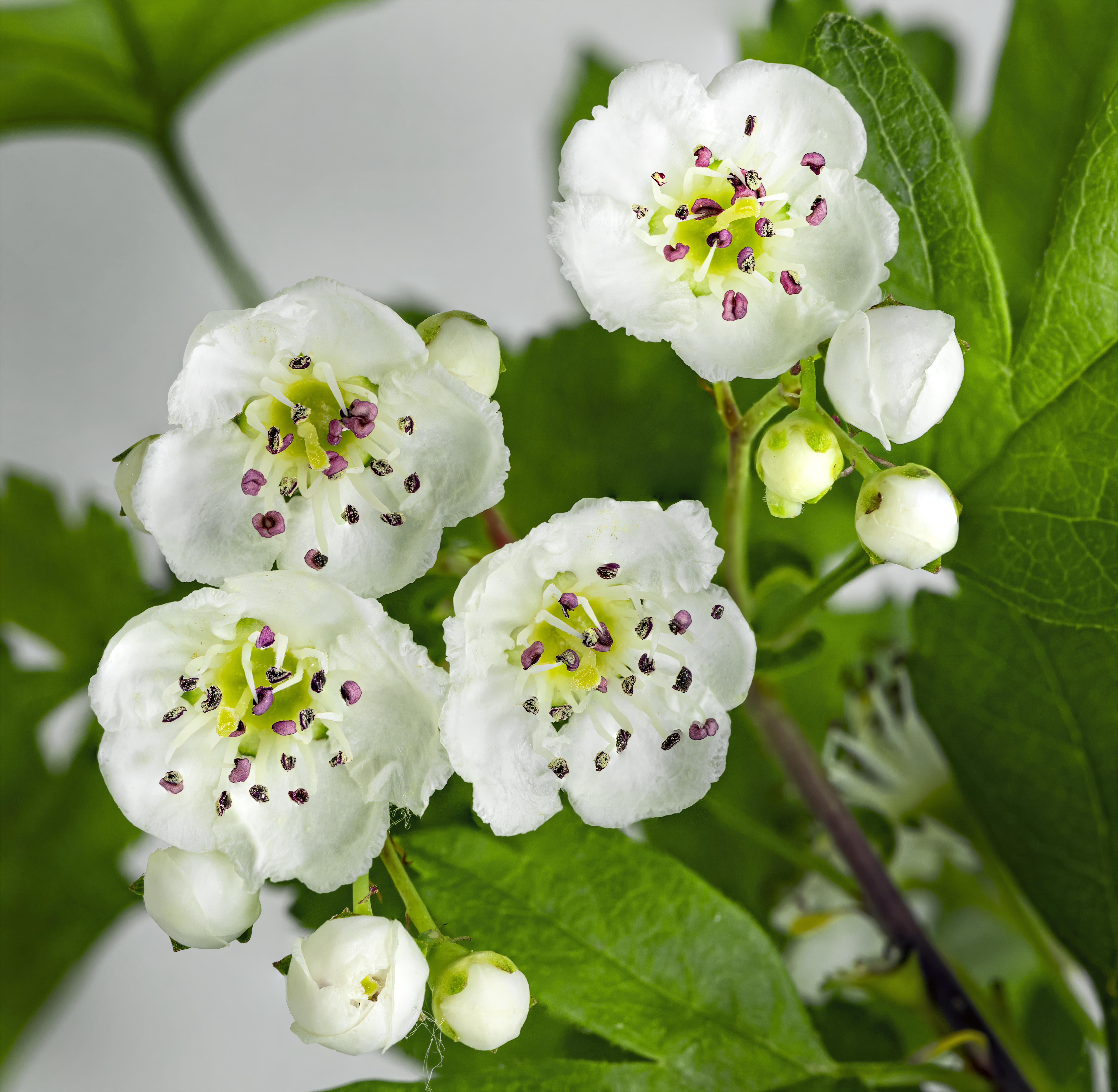
Fleurs.

L'utilisation médicinale des aubépines porte entre autres sur deux espèces : l'Aubépine à un style (Crataegus monogyna) et l'Aubépine épineuse (Crataegus laevigata) (cette dernière étant considérée comme moins efficace). Toutes deux sont couramment des petits arbres de 2 à 4 mètres, du genre Crataegus et de la famille des Rosacées, très fréquents dans les haies des campagnes européennes. Leurs fleurs blanches s'épanouissent en mai.

## Historique
Dioscoride, médecin grec du Ier siècle cite l'écorce d'aubépine comme fébrifuge. Selon lui, un emplâtre fait avec la racine pilée pouvait être appliquée pour extraire des échardes ou des dards du corps. 
Toujours selon Dioscoride, les fruits (cenelles) pouvaient aider à stopper les diarrhées ou les règles excessivement abondantes chez les femmes. Les fruits ont longtemps été utilisés comme astringent, un peu à la manière des cynorrhodons. 
Les propriétés de cette plante sont réinvestiguées à la fin du XIXe siècle, à la suite des recherches des médecins américains Jennings (1896) et Clément (1898). 
En 1897, le docteur Henri Leclerc, chef de file de l'école française de phytothérapie, décide d'expérimenter des substances issues de l'aubépine sur ses patients. Il prescrit son utilisation durant trente ans et peut ainsi confirmer qu'elle régularise les mouvements du cœur, aide à bien dormir et chasse l'anxiété.

## Constituants

### Fleurs
En particulier C. monogyna contient des flavonoïdes, amines et dérivés terpéniques, entre autres.

### Feuilles
Le rhamnoside vitexine y est majoritaire.

## Propriétés
Aujourd'hui, en phytothérapie, les sommités fleuries d'aubépine, sont appréciées d'une part pour leur action cardio-vasculaire et d'autre part comme sédatifs. Elles régulent le rythme cardiaque, améliorent la circulation coronarienne. C'est un hypotenseur, un cardiotonique et un antispasmodique, qui calme les palpitations. De plus elles diminuent le stress et facilitent le sommeil, grâce aux flavonoïdes, aux stérols et aux triterpènes que contient la plante. Les divers composants qui s'associent pour une synergie sont tous présents dans la forme galénique de poudre de sommité fleuries, par contre les extraits dans l'alcool, l'eau ou la glycérine n'en contiennent qu'une fraction.  
Non toxique, elle pourrait, à doses excessives, avoir une action dépressive sur le cœur et nuire à la cellule hépatique. Il faut donc éviter les cures trop prolongées et les couper d'intervalles de repos.  
La fleur de l'aubépine entre dans la composition de plus de deux cents spécialités pharmaceutiques.
Les fruits, quant à eux, sont légèrement astringents et s'emploient en gargarisme contre les maux de gorge.

## Études expérimentales
Sur un modèle animal, les extraits d'aubépine ont un effet cardioprotecteur, en particulier, au niveau mitochondrial. Ils bloquent les canaux potassiques cardiaques.
Au niveau vasculaire, ils peuvent faciliter une vasodilatation par la voie du NO, mais cela n'a pas été retrouvé chez l'homme. L'aubépine diminue la perméabilité de l'endothélium vasculaire et inhibe l'hyperplasie de ce dernier en cas d'angioplastie. Elle a un effet antiagrégant plaquettaire.
Toujours sur des modèles animaux, l'aubépine a un effet hypolipémiant

## Indications classiques
- anxiété, nervosité, insomnie, bouffées de chaleur, irritabilité, émotivité excessive, vertiges, bourdonnements d'oreilles
- troubles du rythme cardiaque, palpitations
- hypertension artérielle, prévention des troubles coronariens[2].

L'infusion de fleurs d'aubépine est d'un goût agréable. On utilise généralement 1 cuillerée à café de fleurs par tasse d'eau bouillante, maximum 3 fois par jour.

### Efficacité
Elle a une certaine efficacité sur certains symptômes de l'insuffisance cardiaque en addition du traitement classique.
L'aubépine permet une légère diminution de la pression artérielle chez le diabétique.
En association avec du camphre, elle peut améliorer la chute de tension lors d'une hypotension orthostatique.
Elle fait diminuer le taux de LDL cholestérol.

### Effets secondaires et interaction
L'administration d'extraits d'aubépine est bien toléré, même s'il peut exister parfois des vertiges, épigastralgies, céphalées ou palpitations.
Il peut exister une interférence avec la digoxine. La prise d'aubépine peut également modifier certaines mesures de la digoxinémie.

## Cueillette des fleurs d'aubépine
Le début de la période de floraison, quand les fleurs sont encore en bouton ou commencent à peine à s'épanouir, doit être mis à profit pour faire la récolte des bouquets de fleurs d'aubépine. Le buisson choisi doit être de préférence éloigné de la pollution (routes, autoroutes, usines, champs traités...). On peut cueillir les bouquets manuellement ou secouer les branches au-dessus de draps étendus au sol.  
La récolte sera mise à sécher dans un endroit sec et aéré, à l'abri des rayons du soleil. Les fleurs doivent conserver leur couleur blanche et leur odeur douce. Une fois séchées, elles seront conservées dans une boîte en carton ou dans des sacs en papier bien clos plutôt que dans du verre ou du métal. Ne pas conserver plus d'une année. 
Les fleurs séchées peuvent aussi être trouvées dans les magasins de produits naturels ou en pharmacie. On trouve également des gélules ou des ampoules contenant un extrait concentré.